# Visseiche
Visseiche (in bretone Gwisec'h) è un comune francese di 847 abitanti situato nel dipartimento dell'Ille-et-Vilaine, nella regione della Bretagna.

## Società

### Evoluzione demografica
Abitanti censiti